# Ciudades del espacio
Ciudades del espacio es un libro publicado en 1976 -en español en 1981- cuyo autor fue Gerard K. O'Neill, donde se proponía una hoja de ruta para los Estados Unidos en un hipotético futuro programa de colonización espacial continuando con el empuje del ya cancelado Programa Apolo que llevó al ser humano a la Luna en 1969. Preveía grandes hábitats casi autónomos cerca de los puntos de Lagrange del sistema Tierra-Luna. Proponía tres diseños denominados islas: La Isla Uno, basada en una Esfera de Bernal, la Isla Dos basada en un toro de Stanford y la Isla Tres, que eran básicamente dos cilindros de O'Neill. Las islas serían construidas utilizando materias primas extraídas de la superficie lunar lanzadas al espacio utilizando un controlador de masas y de los asteroides cercanos a la Tierra. Los hábitats recrearían la gravedad terrestre en la cara interior de los cilindros mediante rotaciones y serían iluminados por el Sol.

## Motivaciones

### Carta desde el Espacio
"Todos los hábitats son variaciones de una forma esférica, cilíndrica o anular básica. Nosotros vivimos en Bernal Alpha, una esfera de unos quinientos metros de diámetro, con una circunferencia interior, a modo de ecuador, de casi dos kilómetros. (...) La tierra forma un vasto valle curvado, que asciende desde el ecuador hasta las llamadas líneas de latitud de 45 grados a cada lado. La zona de solares se dispone principalmente en forma de apartamentos escalonados de escasa altura, vías peatonales y pequeños parques. Muchos servicios, industrias ligeras y tiendas varias han sido instaladas en el subsuelo o en una esfera cercana de baja gravedad.
Fragmento de carta escrita por dos personajes de ficción, Edward y Jenny, habitantes de Isla Uno.O'Neill

O'Neill nos hace una breve introducción del concepto de colonización espacial y de los problemas ambientales surgidos con la superpoblación humana en la Tierra y de cómo lo primero puede ser solución de lo segundo. En esta introducción cita a varios autores que reflexionaron previamente en la materia como Tsiolkovski, Bernal o a Wernher von Braun. Algunas de sus predicciones proponían la primera década del siglo XXI como fecha del comienzo del programa de colonización. 
En dicho capítulo llega a afirmar:

Estimo improbable, no obstante, el establecimiento de la primera comunidad espacial antes de 1990; pero también considero improbable que se vea  postergado más de quince años a partir de esa fecha, es decir, más allá de 2005. p.20.
O'Neill

### Futuro del hombre en el Planeta Tierra
Entre las motivaciones fundamentales que justifiquen la implementación de un programa tan ambicioso está el afrontar la problemática ambiental consecuencia de la industrialización y su demanda creciente de energía. Es decir, subrayar cómo afectará al planeta Tierra un desarrollo industrial sin precedentes unido a una población en crecimiento explosivo en un contexto (los años 70) de crisis energética. O'Neill afirma en su obra que dicha crisis energética y la perspectiva de ampliar el horizonte del ser humano y sus posibilidades de desarrollo son razones más que suficiente como para iniciar un programa de colonización espacial. Según sus propias palabras, desde los doscientos años que transcurren desde el inicio de la Revolución Industrial hasta la publicación del libro, en 1977, el ser humano de las sociedades desarrolladas había multiplicado su nivel y su capacidad de modificación del medio a costa de un coste ecológico prohibitivo.

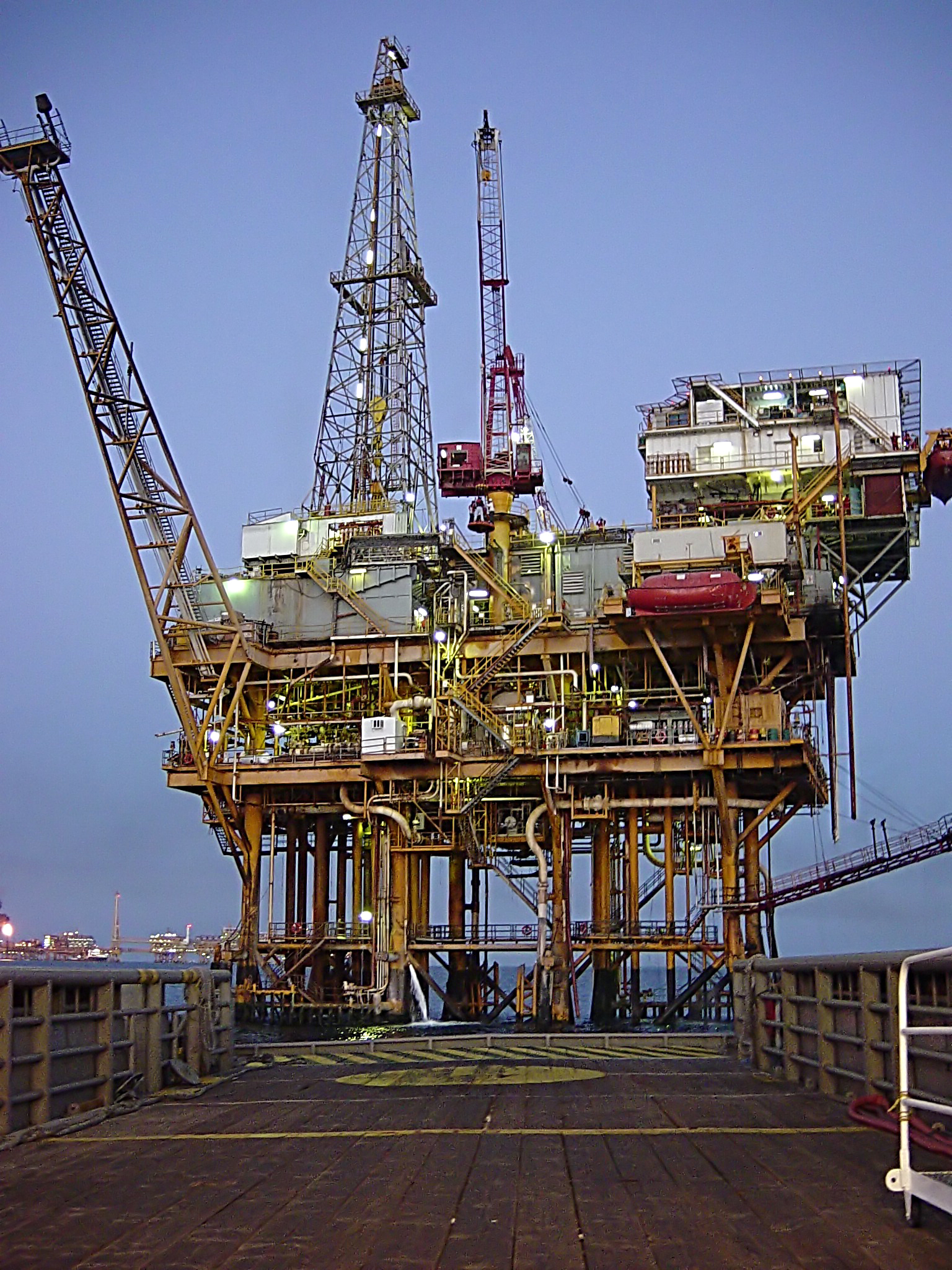
En los años 70, cuando O'Neill publicó su trabajo, el desarrollo industrial era altamente dependiente de los hidrocarburos.

Las directrices que el físico propone a tener en cuenta ante cualquier programa tecnológico de cierta envergadura que pretenda elevar el nivel de vida de los humanos son las siguientes:
- Las diferentes propuestas que pretendan mejorar la condición humana solo tendrá sentido si todos los humanos del planeta tienen acceso a la energía y materias primas necesarias para su implementación.
- Las mejoras técnicas son más beneficiosas cuando reducen la concentración de poder y control.
- Las mejoras deberían tratar de reducir la escala de las ciudades, industrias y sistemas económicos eliminando así una parte importante de la burocracia, permitiendo que el contacto humano y directo aumente la eficacia.
- Un programa de desarrollo tecnológico ambicioso -dentro de lo razonable- debería ser diseñado para una vigencia útil de varios centenares de años.

En los años 70 ya tenían algo de experiencia en el campo de la energía nuclear con fines civiles. O'Neill lanza una crítica afirmando que se trataba de un modelo de producción energética complicado de gestionar (más si cabe que la propia colonización espacial, si se desea una energía nuclear segura) y lleno de riesgos, además del problema de los residuos nucleares. La energía solar podría ser un sustituto, siempre y cuando estuviese disponible las 24 horas del día en un espacio libre de nubes. Un escenario que, como se señala más adelante en su trabajo, solo podrá darse en órbita, fuera de cualquier atmósfera y rotación planetaria.

### El problema planetario

Curva de población total de la Historia de la Humanidad.

Desarrollo y alta demanda energética han ido de la mano desde el siglo XVIII. En los años 70 del siglo XX, esto se traducía en una fuerte demanda de hidrocarburos. El resto de sociedades no desarrolladas del mundo de entonces padecían superpoblación, ignorancia y pobreza crónica. ¿Cómo es posible acabar con dicha tendencia de pobreza y hambre generalizada? O'Neill, citando al físico y futurista norteamericano Gerald Feinberg, señala que, uno, desafortunadamente, la mayoría de las personas del planeta no reflexionan sobre los problemas globales sino que se limitan a vivir sus vidas y, dos, cuando se vayan planteando las propuestas que aborden los problemas globales, éstas deberán estar sometidas a la mayor fracción de la Humanidad para su discusión. Las metas que propone para esa población espacial son las siguientes:
- Acabar con el hambre y la pobreza de todos los seres humanos.
- Encontrar espacios habitables óptimos para una población mundial que crece exponencialmente.
- Lograr controlar la población sin que haga acto de presencia a la guerra, el hambre, la dictadura o cualquier otra forma de coerción.
- Libertad individual para todos los humanos, con el mayor abanico posible para cada uno de ellos a la hora de crecer y desarrollarse.

Alcanzar dichos objetivos requería un plan que permitiese un crecimiento igualmente exponencial, cosa que la Tierra, según su opinión, no permitía. Dicho plan de crecimiento necesitaba:
- Energía barata y prácticamente ilimitada.
- Espacio habitable óptimo y abundante.
- Fuentes de materias primas en las que no fuese necesario el uso de la fuerza o coacción para su explotación ni existiese riesgo grave de contaminación.

¿Qué lugar cabe, empero, en una Tierra cada vez más masificada y más necesitada de energía y materiales, a la diversidad, a la experimentación, a los intentos de hallar nuevas formas de vida más satisfactorias? (...) para mí, los viejos sueños de mejora, de cambio, de más libertad humana siguen siendo los más intensos y estimables; y lo que veo en un planeta como el nuestro, reducto y confín a la vez de la raza humana, es que muchos de esos sueños se verían para siempre cancelados. p. 54.
O'Neill

### Limitaciones en la colonización planetaria local

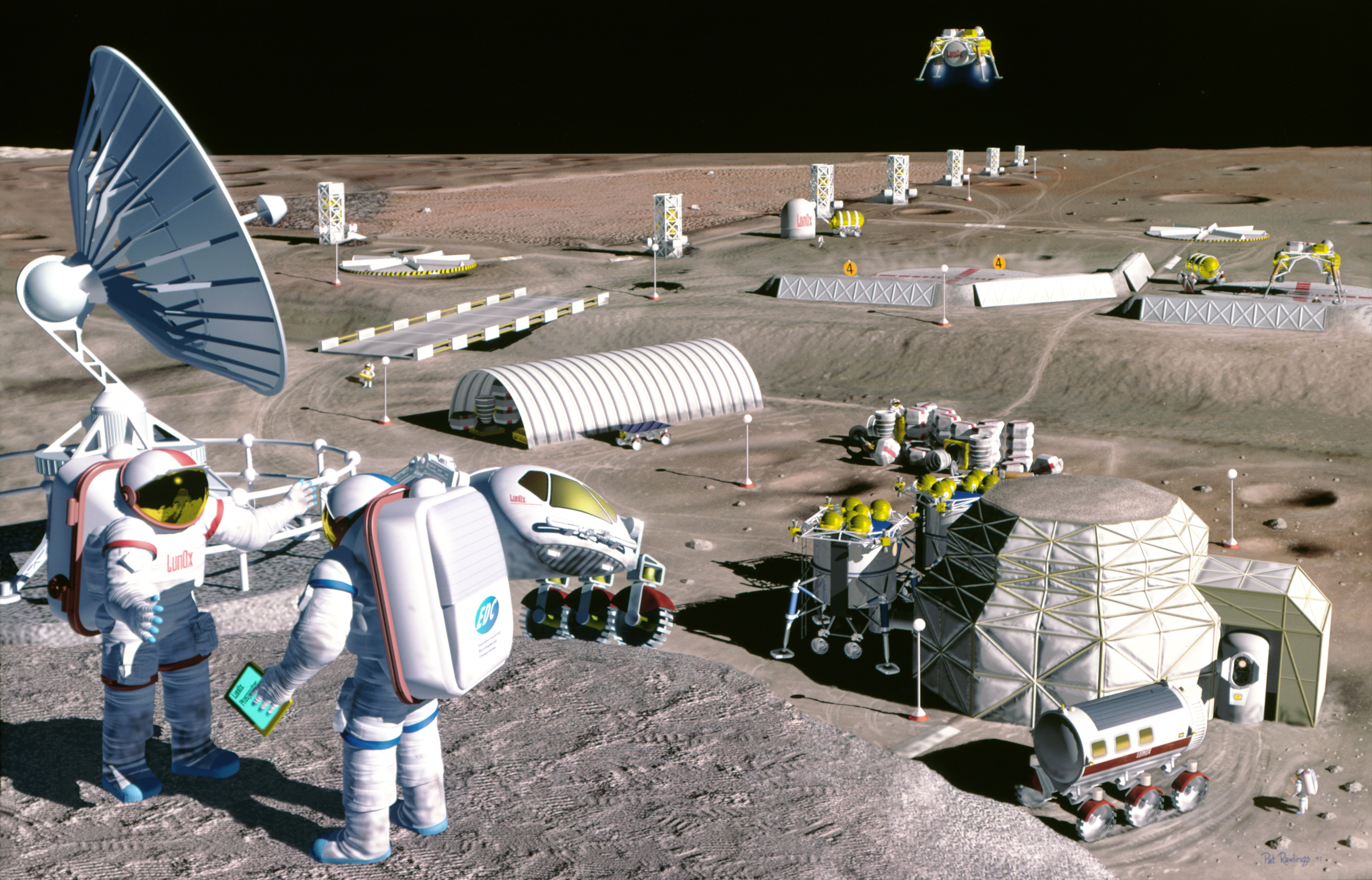
Recreación de una hipotética colonia en la Luna. Aunque la colonización de lugares como la Luna pueda parecer atractiva, según O'Neill su falta de gravedad, atmósfera y mala relación horas día/noche con respecto a la rotación terrestre la alejan como lugar preferente en los planes de colonización espacial, dejándola exclusivamente como fuente de recursos.

Buscar soluciones a los problemas y encontrar la forma de alcanzar los objetivos antes citados en planetas o cuerpos cercanos rocosos como Marte o la Luna según O'Neill no es posible por lo alejados que están dichos cuerpos de ser un espacio habitable totalmente óptimo. Primero porque son comparativamente pequeños al ser la suma de las superficies de ambos cuerpos menor que el total de la superficie de la Tierra. Segundo, la ausencia de una atmósfera y gravedad adecuada para la salud humana, muy débil en Marte y prácticamente inexistente en la Luna y tercero y en relación con la Luna, una rotación demasiado lenta. Sobre Venus señala que es demasiado caliente y solo sería habitable tras un intenso proceso de terraformación. Incluso aunque consiguiésemos terraformar con éxito dicho planeta, O'Neill se pregunta ¿Tiene sentido invertir ingentes cantidades de energía en abandonar la Tierra para ir a descender a otro "agujero" donde además debemos realizar un gran esfuerzo acondicionando el medio?

## Nuevos hábitats para la Humanidad

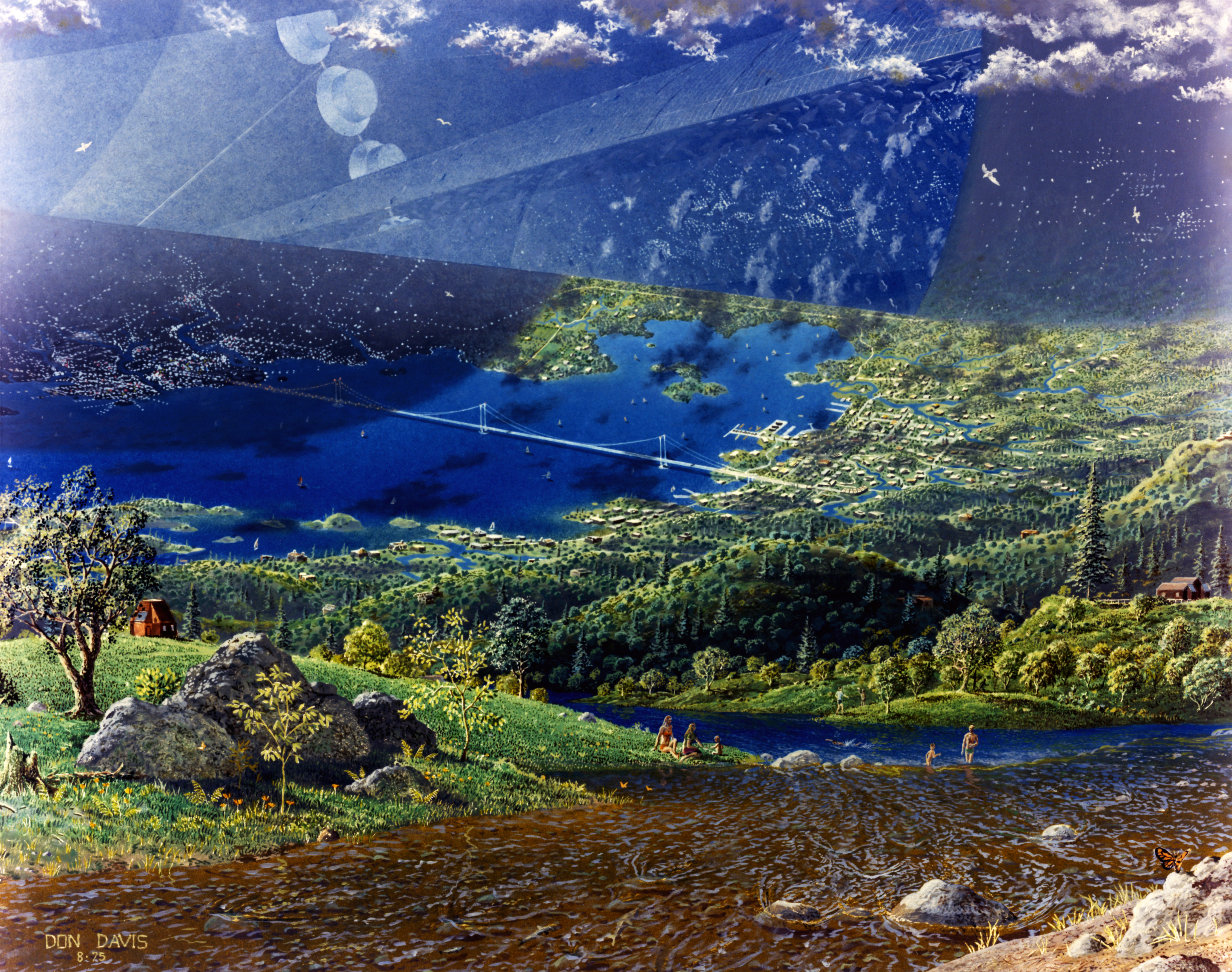
La presencia en torno a las ciudades de lagos, bosques, praderas y fauna será fundamental para el bienestar psicológico de los colonos.

Los futuros hábitats diseñados para establecer colonias espaciales deberán ser sitios donde los trabajadores deseen ir por su propia voluntad. La comodidad para trabajar, desarrollarse e, incluso, establecer una familia deben ser prioridad en el diseño de las colonias. Este objetivo estará siempre presente a la hora de definir parámetros como la temperatura, humedad y radiación solar. Lo ideal sería, según O'Neill, recrear lo máximo posible las condiciones generales que se dan en las zonas costeras de las zona templadas de la Tierra. La gravedad deberá ser a su vez lo más perfecta acorde con las necesidades vitales humanas con el fin de evitar los males asociados a la ingravidez o, como mínimo, baja gravedad como degeneración ósea, pérdida de densidad de glóbulos rojos en sangre y debilitamiento general del tono muscular. En relación con los posibles problemas asociados a regímenes rotatorios, en el trabajo se afirma que, la mayoría de las personas, son capaces de adaptarse a un rango de una a tres rotaciones por minuto. La radiación solar presente en el sistema deberá ser lo más semejante posible a un ciclo día/noche con el objetivo de no trastornar el ritmo biológico natural de los humanos.
Flora y fauna
Para el bienestar psicológico de los colonos, sería necesaria la presencia de hierba, árboles, flores y algunas especies animales necesarias para dicho ecosistema como aves, insectos o pequeños mamíferos. La presencia de agua y orillas rodeadas de arboleda podrán terminar de recrear un paisaje natural terrestre.
Agricultura
Los rendimientos agrícolas están sujetos en la Tierra a variables tales como la climatología, calidad de los suelos o la tecnología del momento. En las colonias espaciales las zonas de cultivo estarían diseñadas de manera que, de forma escalonada, se pudiesen dar sucesivamente las cosechas cuya producción pudiese satisfacer la demanda humana justa sin tener que depender al menos de lo impredecible del clima. La separación por medio de habitáculos de las zonas de cultivo preservarían al sistema en su conjunto de hipotéticas plagas. Para aprovechar al máximo la superficie, siguiendo las observaciones que previamente propuso Bradfield, se propone el cultivo múltiple y plantación doble, es decir, en un mismo espacio alternar plantas que crezcan a distinta altura, no compitiendo así por el espacio. Tanto el agua usada en la agricultura, como la empleada en estanques y lagos y consumo humano provendría de los asteroides.
Industria
La industria requiere la energía de dos formas: eléctrica y térmica. Los combustibles fósiles son usados en la Tierra para obtener calor. Gracias a la gravedad cero, se podrían construir grandes reflectores espejados de varios cientos de metros de lado con el objeto de concentrar la radiación solar y obtener el calor necesario para ciertos procesos industriales. Usando la energía solar, se podría obtener tanto energía eléctrica como térmica reservando el petróleo de la Tierra para la obtención de productos derivados como plásticos, alquitrán o fertilizantes. Las materias primas necesarias para los procesos industriales podrían provenir de lugares como la Luna o los asteroides cercanos.

## Islas en el espacio (Isla Tres)
Describiré en primer lugar una comunidad de las que llamo «de tamaño moderado»; es más grande que el primer modelo de hábitat, pero dista mucho de alcanzar las dimensiones del más grande susceptible de ser construido (...) las cifras parecerán asombrosas pero se basan en rigurosos cálculos dentro de la tecnología actual. p. 82.
O'Neill

Como ya se ha comentado, la propuesta de O'Neill habla de tres islas. La Isla Tres podría tener un diámetro de seis kilómetros, una longitud de treinta, y un área total habitable de más de mil kilómetros cuadrados. El interior del cilindro estaría dividido en seis secciones, tres valles y tres ventanas alternadas. Con el eje del cilindro apuntando al Sol, por encima de las ventanas se podrían instalar grandes espejos que reflejen la luz hacia el interior del cilindro imitando los diferentes momentos del día variando su inclinación: alba, mediodía y atardecer. En el extremo de cada cilindro se podrían instalar a su vez un gran espejo con forma de antena parabólica que recolectaría energía solar sin interrupción con el fin de mantener los sistemas y producción de la colonia.
Los valles

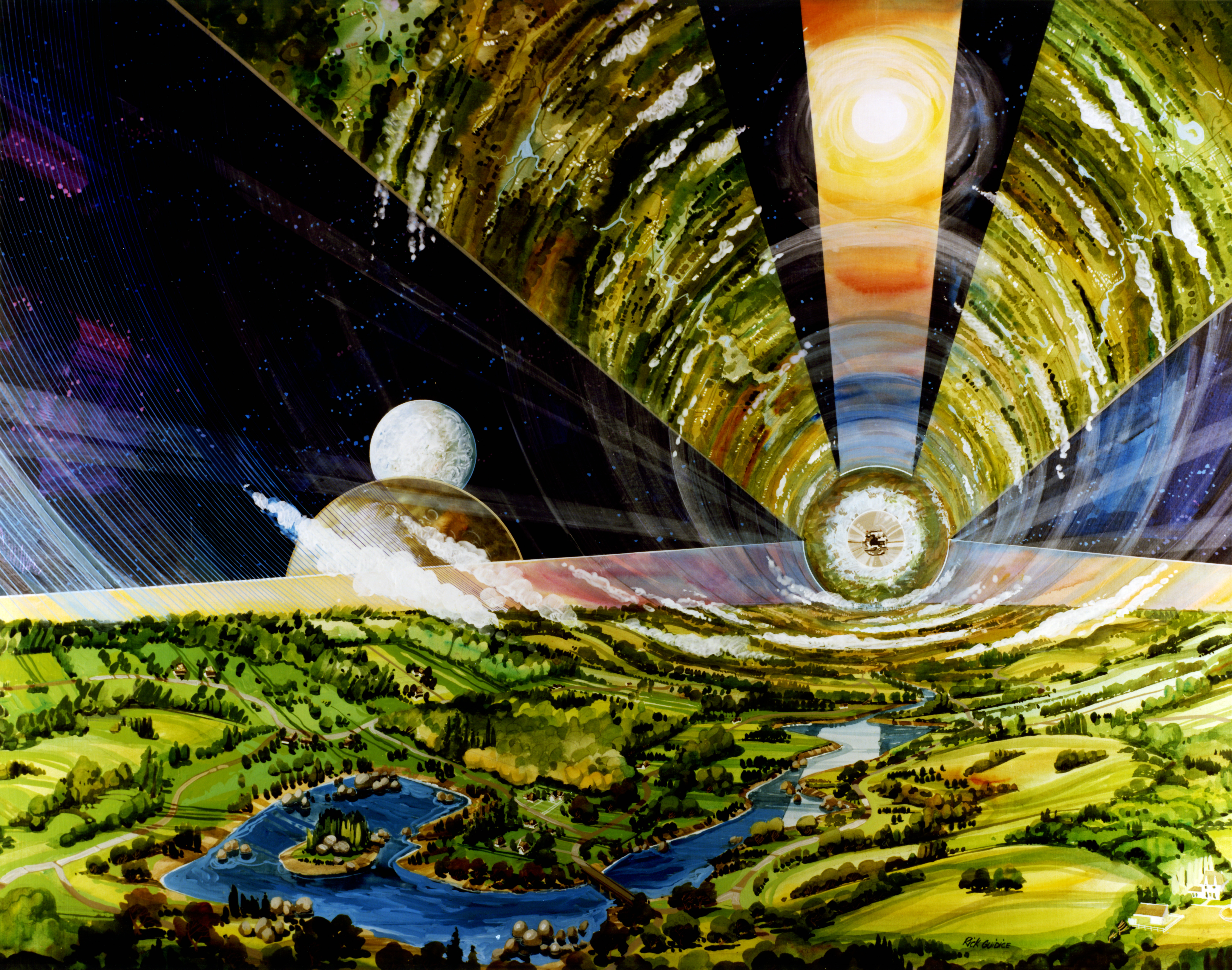
Vista interior de la Isla Tres, distinguiendo las zonas de tierra y "ventanales"

Cada uno de esos «valles» podría tener unos tres kilómetros de anchura y treinta de longitud, con montañas y lagos. Los extremos de dichos valles, se curvarían y elevarían hasta los 3000 metros de altura. La coloración de las ventanas podría simular el cielo azul de la Tierra que, sin embargo, no podrían camuflar totalmente la visión de los otros valles en el cielo. La superficie total estimada para usos recreativos y estacionales podría ser de 600 kilómetros cuadrados. 
Urbanismo de la colonia
La concentración de casas podría ajustarse a las necesidades o gustos de los emigrantes terrícolas. Tanto aquellos que prefiriesen casas unifamiliares dispersas entre árboles en un entorno tranquilo como los que buscasen la compañía humana en poblados de alta densidad podrían encontrar su sitio. O'Neill sugiere dejar los valles libres para pequeñas ciudades, bosques y parques y en los confines de dicho centro crear lagos. Más allá de dichos lagos podrían emplazarse ciudades que se extiendan ladera arriba. Las pequeñas ciudades, alrededor del medio millón de habitantes, podrían ofrecer una oferta cultural variada como conciertos, exposiciones o teatros. Una familia de cinco miembros podría disponer de una casa de una planta, con cuatro o cinco dormitorios y jardín. Las ciudades tendría también edificios de uso comunitario como escuelas, comercios y parques.

### La nueva Tierra
Los valles formarán líneas naturales de comunicación entre las ciudades y los asentamientos suburbanos; ninguna comunidad distará más de dos kilómetros del centro de su valle. Para distancias así huelga decir que las bicicletas y los cochecitos eléctricos de velocidad similar serán más que suficientes. En los centros de los valles, en cambio, será natural contar con sistemas de transporte más rápido. p 111.
O'Neill

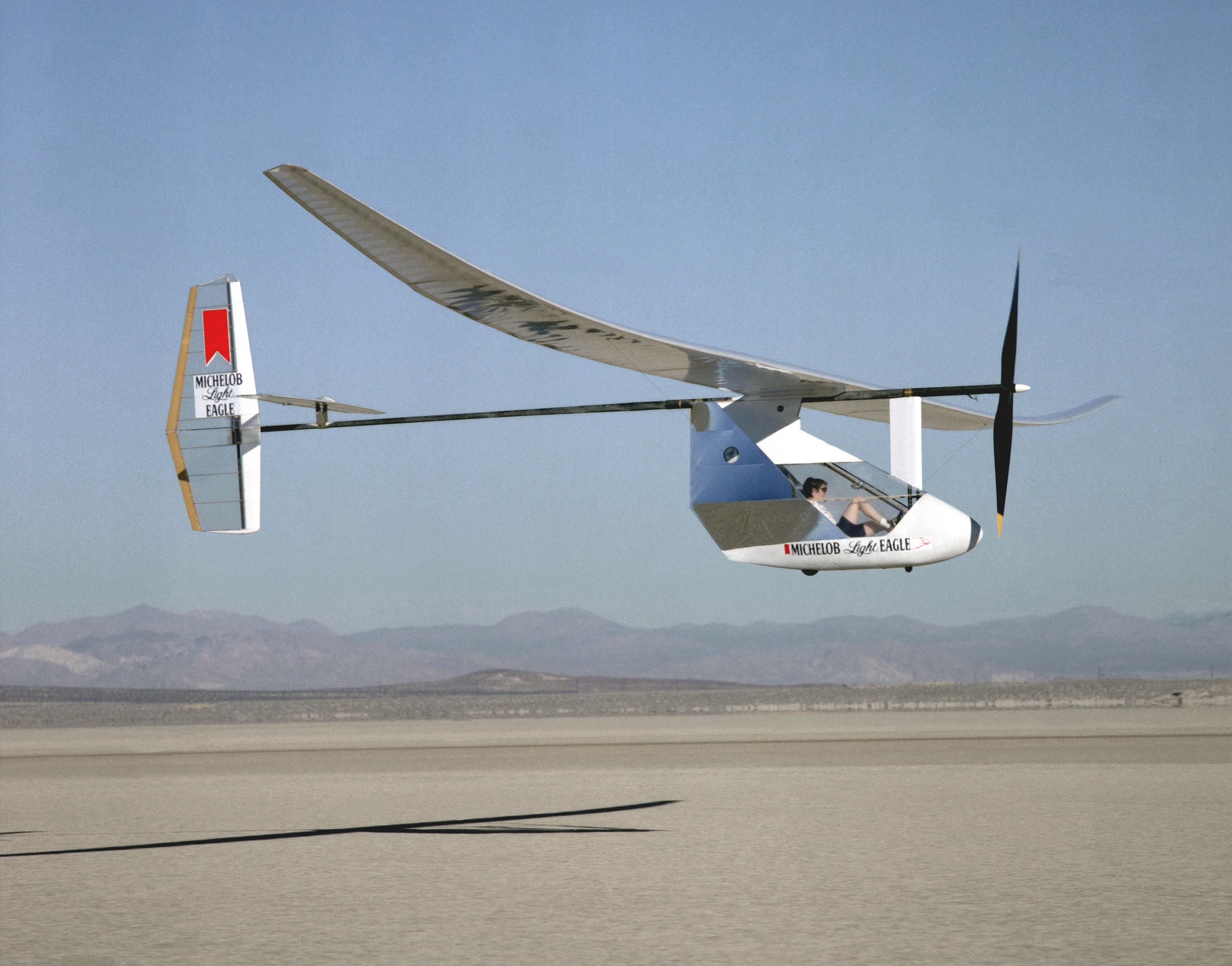
Ejemplo de avión de propulsión humana desarrollado por la NASA

Los habitantes de la Isla Tres podrán desplazarse diariamente entre diferentes puntos del valle, ya sea desde sus casas a sus trabajos en las ciudades o bien por placer u otros motivos. Dado que la distancia que habrá de un extremo del valle a otro será de varias decenas de kilómetros, será necesario desarrollar un sistema de transporte eficiente que desplace a la población. Una propuesta a los transportes del centro de los valles será la levitación magnética, que, según O'Neill, tiene diversas ventajas como la eficiencia, suavidad en la marcha y no requiere una pista nivelada o muy precisa. Los túneles donde se desplazarían estos transportes estarían a pocos metros bajo la superficie del valle. Dichos vehículos podrían comunicar además a los casquetes de los extremos donde, a partir de cierta altura, cercanos al eje, no habría gravedad. Otro concepto de transporte que podría desarrollarse aunque con fines más recreativos serían los vuelos con aeroplanos accionados por la fuerza humana mediante pedaleos, eliminando la contaminación y el ruido de un vuelo con motor. Los vuelos podrían realizarse entre las cimas de las cordilleras artificiales creadas en los confines de los valles a imitación de las de la Tierra, que en la colonia podría alcanzar los 1500 metros de altura. Los eventuales alpinistas notarían el descenso de la gravedad a medida que fuesen ganando altura hasta un tercio de su peso original una vez alcanzada la cima.

## Riesgos

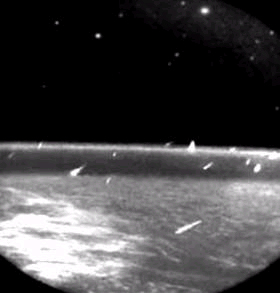
Meteoros de Leónidas vistos desde el espacio en 1997.

Las colonias orbitales presentarán diversos riesgos asociados a toda actividad espacial con presencia de humanos. Entre los riesgos tenemos problemas tales como impactos de meteroides y exposición a radiaciones, entre las cuales estarían las cósmicas. En el caso de los meteroides grandes, diversos estudios mencionados por O'Neill afirman que, probabilísticamente, podrían pasar un millón de años antes que el módulo de la Isla Tres fuese impactado por un objeto de más de una tonelada. Las partes más vulnerables a impactos menores, las ventanas, estarían divididas en pequeñas secciones de modo que, de recibir un impacto, solo se rompiese la sección en particular. Mediante una rápida reparación se podría evitar la pérdida atmosférica, una pérdida que, por otra parte, tampoco sería importante necesitando varios años para la descompresión total. El problema de la radiación cósmica en el Espacio también deberá ser afrontado por la colonia espacial. Fuera de las protecciones que suponen la atmósfera y el campo magnético de la Tierra, los niveles alcanzados pueden ser intolerables para el organismo humano. Las comunidades deberán contar con subsuelos atmosféricos y espesores considerables en la estructura con el fin de frenar los diferentes tipos de radiación a la que serán sometidas las colonias. Para minimizar riesgos como incendios asociados a una atmósfera rica en oxígeno, se añadiría nitrógeno traído de la Tierra, permitiendo de ese modo una atmósfera equilibrada en la relación de gases. Otras medidas de seguridad serían la de aumentar la presencia de humedad y una presión atmosférica reducida. Curiosamente, las colonias serían más seguras que muchos lugares de la Tierra al estar libres de fenómenos atmosféricos como huracanes, terremotos, tornados o volcanes.

### Usos militares de los hábitats espaciales
Entre los riesgos asociados a las colonias estarían a su vez el posible interés militar que podrían suscitar unas estructuras espaciales tan grandes orbitando la Tierra. O'Neill afirma que, en líneas generales, los hábitats son poco adecuados como plataformas de ataque. Primero porque serían vulnerables a ataques externos. Segundo, el viaje desde una de estas estaciones a la Tierra, de uno a dos días, impedirían un ataque por sorpresa a cualquier nación desarrollada con eficaces sistemas de detección. Podrían estallar en el seno de las colonias conflictos entre los propios colonos, pero por fortuna no tendrían la magnitud de las guerras terrestres fundamentalmente por su menor tamaño tanto en población como recursos. Diferentes tratados internacionales regulan o prohíben la presencia de armas nucleares en el Espacio. Un eficaz sistema de control de acceso impediría la introducción de armamento peligroso en los complejos. Con todo, si alguna de las colonias resultara destruida por una explosión de gran envergadura, sería localizada exclusivamente en dicho lugar, con consecuencias menores de lo que podría ser en la Tierra.

Hablando, pues, de riesgos, la alternativa parece plantearse entre el desarrollo de comunidades espaciales, relativamente a salvo de catástrofes, en las que una fracción cada vez más crecida de la raza humana se hallaría ampliamente dispersa y, por tanto, libre de una destrucción simultánea. p 138.
O'Neill

## El primer nuevo mundo (Isla Uno)

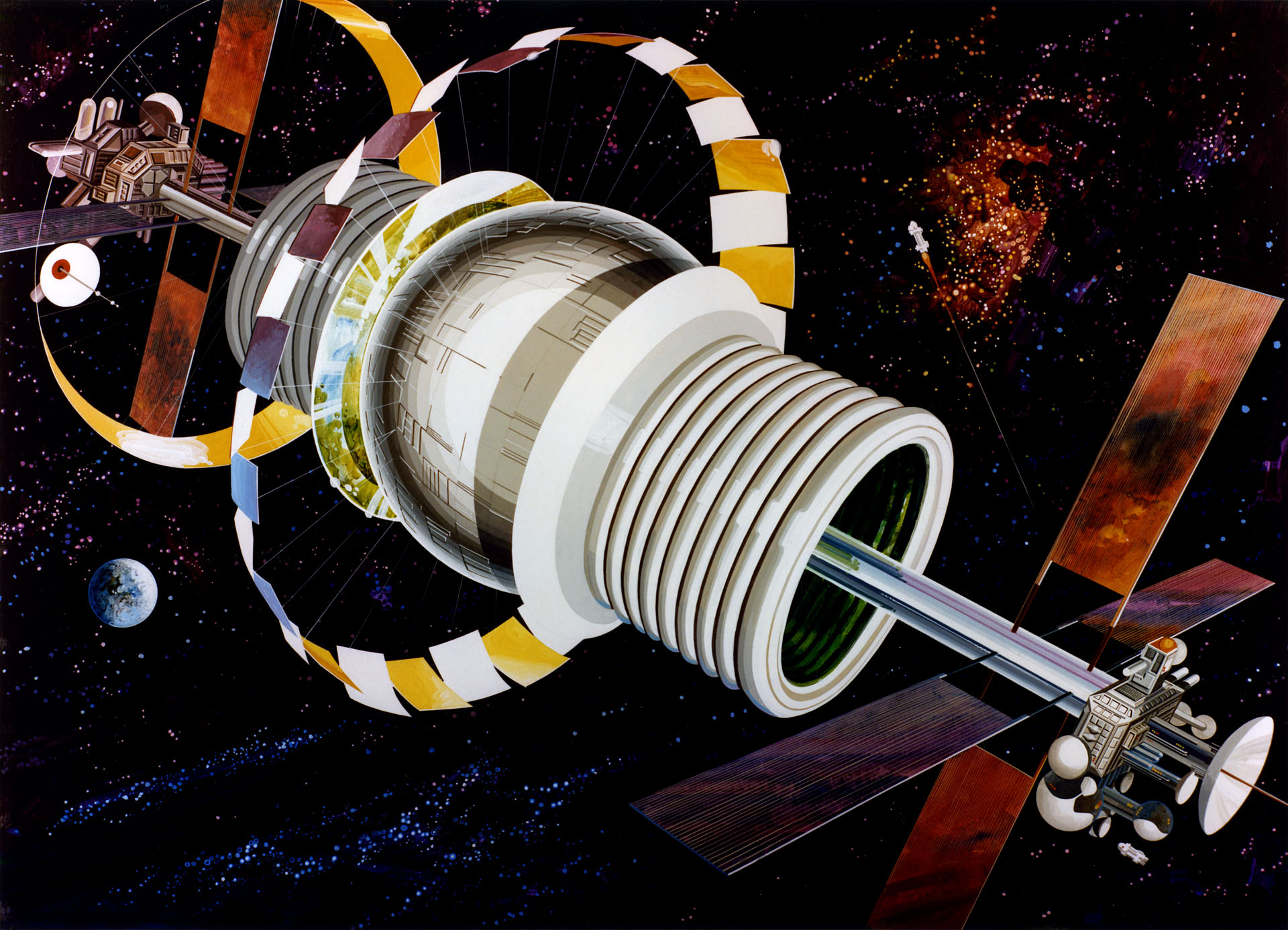
Impresión artística de la vista exterior de una esfera de Bernal con el diseño del hábitat espacial pensado para la Isla Uno.

Los hábitats espaciales deberán dar cabida a colonias humanas de cierta envergadura. En términos económicos y obedeciendo a lo que conocemos como economía de escala, para que las colonias sean rentables como centros de producción y comercio, deberán alcanzar un mínimo de población fijado en varios millares de personas. En la Isla Uno todo el mundo tendrá un cometido y se espera que el desempleo sea cero. 
En un primer momento, durante las primeras fases de construcción (Isla Uno), las condiciones de vida y acomodación serán sencillas carentes de las comodidades ideadas en las fases finales. O'Neill afirma que, en el momento de la publicación, ya existía un diseño viable para acomodar a 10.000 personas en el espacio. Con todo, era consciente de que su Isla Uno podría resultar ser más costosa de construir y verse finalmente reducida en escala. En relación con el peso total, la Isla Uno podría llegar a tener un total de tres millones de toneladas, contando con edificios, terrenos y atmósfera. Giraría aproximadamente una vez cada treinta y un segundos para que en las zonas residenciales puedan disfrutar de una gravedad semejante a la de la Tierra. En términos generales, se hablaba de una inversión inicial de unos cien mil millones de dólares (de los años 70) -dos veces el Proyecto Apolo- siempre y cuando los materiales no fuesen acarreados desde la Tierra, es decir, usando la Luna y diversos asteroides como fuente de materiales.

### Agricultura

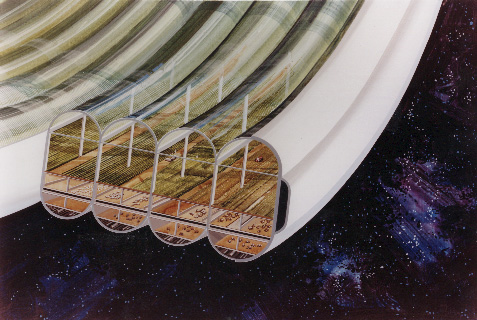
Módulo agrícola. La luz, nutrientes y agua serán fundamentales para su productividad.

Las estimaciones preliminares sobre productividad agrícola sugieren la necesidad un área total de un cuadrado de 800 metros de lado, que no requerirá tener una forma específica siempre y cuando reciba luz, agua, suelo y nutrientes. La solución más práctica puede ser la de anillos toroides, donde las máquinas cosechadoras pudiesen recorrerla sin obstáculos, con techos transparentes semejantes a un invernadero. La mayor parte de la producción estaría mecanizada, siendo reducida la necesidad de humanos.
La temperatura se mantendrán altas para que ciertos cultivos como el maíz, los boniatos, el sorgo u otros puedan ofrecer al menos cuatro cosechas anuales. Para alimentar los animales de granja como pollos, cerdos o pavos, se podrá emplear los rastrojos y un porcentaje de las cosechas obtenidas. Como no habrá especies animales dañinas para la agricultura, la pérdida por culpa de las plagas no está contemplada y por lo tanto no será necesario el uso de insecticidas. El ganado bovino, al ser muy exigente en espacio y recursos, será sustancialmente menor a otro tipo de ganadería. Su escasa presencia será destinada casi exclusivamente a la producción de leche.

### Urbanismo

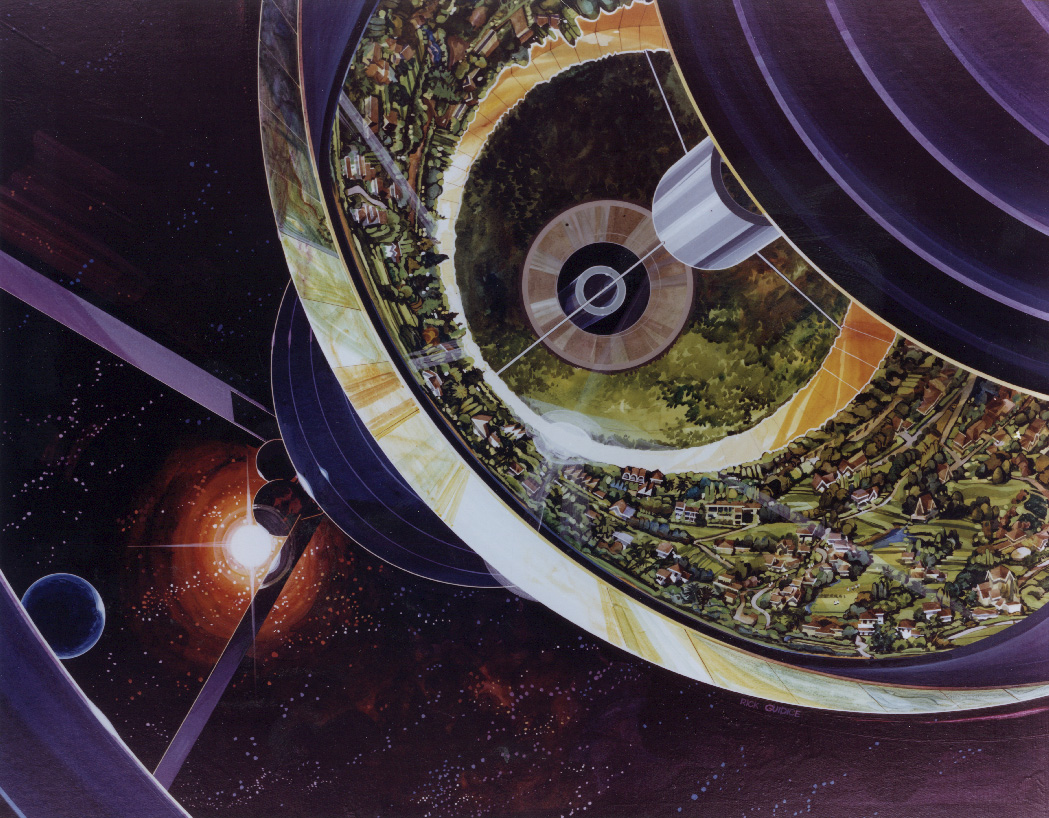
Sección de la Isla Uno donde se aprecia cómo la comunidad urbana se asienta sobre la superticie interior de la esfera.

La población, estimada en 10.000 habitantes, podría ser una comunidad típica con apartamentos, zonas verdes, piscinas y 45 m² de parcela por habitante. Cada vivienda familiar podría ser de 230 m² por planta. Los apartamentos se acomodarían en la pared interior de forma escalonada, dejando la parte más cercana al ecuador para zonas comunes. En el ecuador habría un pequeño río, con ensanches y lagunas, que podrían servir para practicar la natación. La forma que daría solución a esta primera fase sería la conocida como Esfera de Bernal, con un kilómetro y medio de circunferencia y ventanas que permitiesen la entrada de luz solar. Su pared exterior, necesitada de cierto grosor, sería de al menos veinte centímetros, es decir, un blindaje semejante al de un acorazado.
Las comunidades podrán gozar de diversiones variadas como restaurantes, cines, bibliotecas, salas de baile, etc. se espera que a su vez cada pequeña comunidad humana desarrolle pequeños rasgos de identidad particular, enriqueciendo la oferta de actividades y experiencias de la colonia. 
La esfera podría ser dividida en tres espacios iguales con sus respectivas comunidades. Cada comunidad tendría un régimen diferente de día-noche con el fin de obtener la máxima eficiencia posible de la maquinaria y plantas de producción del hábitat. Con dicho sistema, nadie en la colonia se vería forzado a trabajar en turnos nocturnos (como pasa en la Tierra) y sufrir trastornos en su reloj biológico.

## Impulsor de masas

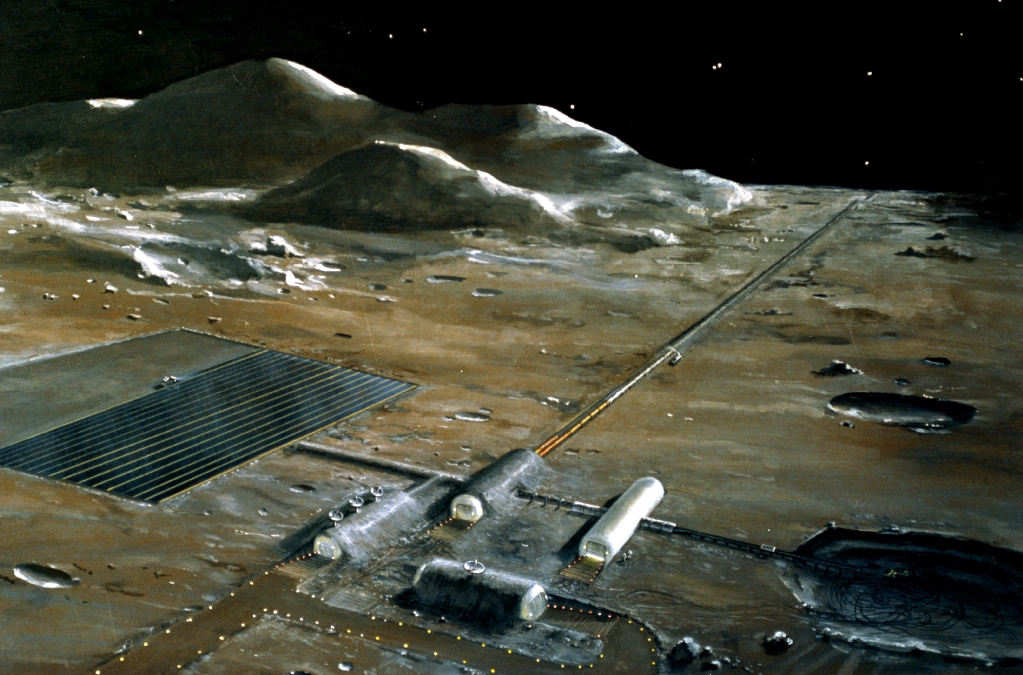
El impulsor de masas se asemejaría a una cinta transportadora magnética que, literalmente, lanzaría al Espacio pequeñas cargas de material lunar.

Para que la construcción no sea una operación excesivamente gravosa, será necesario acarrear los materiales con la mayor eficiencia posible. El dispositivo propuesto por O'Neill es el llamado impulsor de masas. Concebido como una especie de cinta transportadora -en palabras del mismo autor- dicho ingenio, mediante impulsos magnéticos "inducidos mediante energía eléctrica", se podría acelerar pequeñas cargas de material lunar hasta alcanzar la velocidad de escape del satélite, es decir, unos 2,4 km por segundo, siguiendo el concepto de levitación magnética dinámica. Un cilindro de aluminio lo suficientemente grande como para servir de impulsor de masas podría ser llevado desde la Tierra a la Luna en pequeñas secciones, ensambladas posteriormente. Según las estimaciones, dicho impulsor podrá enviar al Espacio más de un millón de toneladas me mineral cada año. 

Si proseguimos con la construcción del impulsor lo veremos en espectaculares operaciones de pruebas en la misma Tierra. Será un tubo delgado y ligero rodeado de un devanado, de diámetro no superior a un plato de sopa, pero de muchos kilómetros de longitud. p 171;
O'Neill

La minería en la Luna para dichas operaciones de extracción no tendría por qué abordar procedimientos como el procesado químico (separación inicial de los minerales mediante altas temperaturas), dejando ese trabajo para las industrias en órbita. La escoria resultante de dicho proceso podría servir como base al sustrato agrícola o como blindaje de la cubierta externa frente a la radiación cósmica. La operación minera sobre la superficie no tendría por qué emplear a más de una excavadora. Entre los materiales lunares se encuentran metales, silicio, oxígeno, etc. 

### Fases

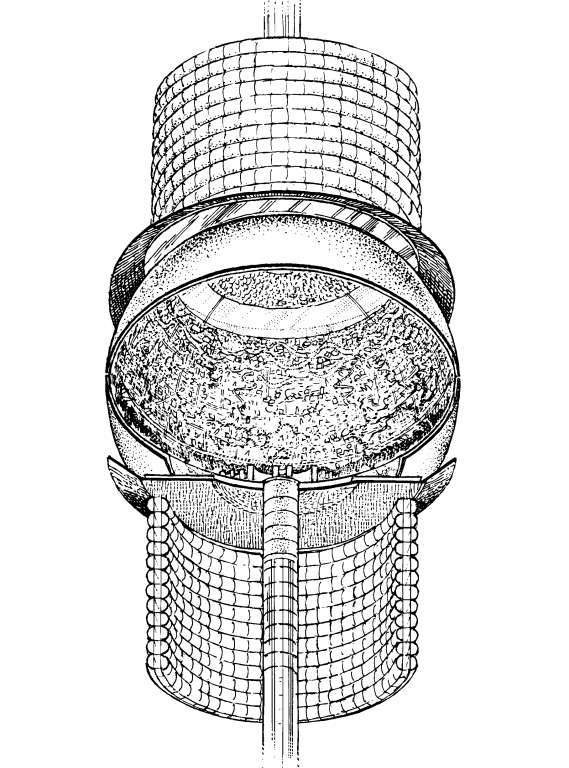
El cilindro axial en Isla Uno serviría como pasaje de comunicación de los muelles e insdustrias de gravedad cero.

- Instalar el impulsor de masas en la Luna e iniciar el envío de materiales al Espacio. Esta fase requeriría, en principio, dos años de vuelos de transbordador.
- Elaboración química de los materiales lunares para obtener metales puros, vidrios y oxígeno. Los trabajadores de dicha fase, de cien a doscientos, estarían acomodados en los tanques externos residuales dejados por los transbordadores en la órbita terrestre, adaptados tras su uso inicial. El oxígeno sería vital como combustible, para la respiración, como elemento con que obtener agua, etc.

## Primeros objetivos en Isla Uno

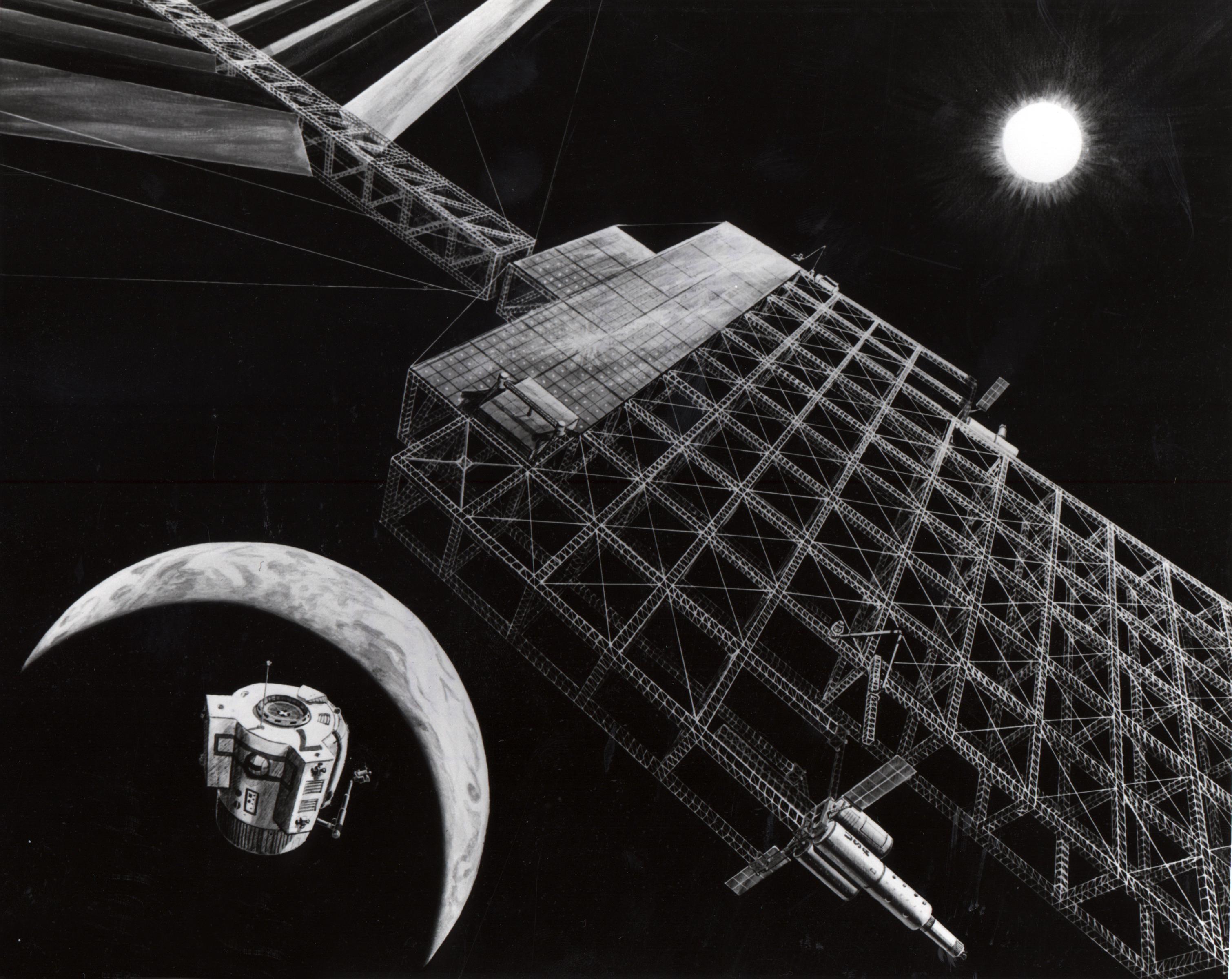
Los generadores de energía permanecerían en una órbita geosíncrona, recibiendo luz solar constante. Estarían situados sobre un punto fijo de la superficie de la Tierra sobre el que transmitiría un haz de microondas.

Los primeros residentes llegarían a la colonia tras el reverdecimiento de Isla Uno y la recolección de sus primeras cosechas. Las industrias de gravedad cero podrían producir ciertos productos específicos, como vacunas o cristales puros, con el objeto de hacerla rentable económicamente. Inicialmente, el pasaje desde la tierra a la Isla sería de varios cientos de miles de dólares (de los años 70), estimando que dicho precio se iría abaratando con el tiempo a medida que aumente la eficiencia y frecuencia de los viajes. Los primeros trabajadores aún dependerán de los suministros terrestres en un primer momento, pero se espera que poco a poco esta dependencia se vaya reduciendo a medida que la colonia ascienda de población y sus programas de cultivos e industria alcancen la producción esperada. Se podría construir una estación satélite de energía solar (turbogeneradores) con materias primas extraídas en la Luna. Los turbogeneradores estarían conectados a una antena transmisora con forma de disco. La energía recolectada, se convertiría desde una baja frecuencia a energía de microondas. La estación podría general hasta 5.000 megavatios a una red instalada en la superficie terrestre mediante un haz de microondas con una anchura de siete kilómetros. La zona de antenas estaría delimitada y vallada. Se trataría de una energía limpia, con un impacto mínimo sobre el medio ambiente, que no requeriría el consumo de grandes cantidades de combustibles fósiles perdidos en calor y humo.
La construcción de Isla Uno inicialmente podría correr a cargo de un consorcio de naciones o compañías esperando que, en un plazo razonable, la venta de energía a la Tierra pudiese permitir la autosuficiencia económica del complejo. En lo referente al gobierno, Isla Uno no parece que pueda ser, al menos inicialmente y a corto plazo, independiente de los gobiernos o compañías terrestres. Para que dichas instalaciones espaciales fuesen competitivas en la relación inversión inicial-beneficios a corto plazo (razón beneficios/costes), O'Neill insiste que, ante todo, deberán construirse con materiales no procedentes de la Tierra. Con todo, se afirma que no se sabe con certeza qué porcentaje de los materiales de las estaciones deberían ser acarreados desde la Tierra. 
El camino podría ser el siguiente:
- Construcción de plantas piloto menores.
- Mejorar la eficiencia de las célula fotoeléctricas.
- Invertir en el desarrollo de los impulsores de masa lunares.

### Isla Uno en pleno funcionamiento

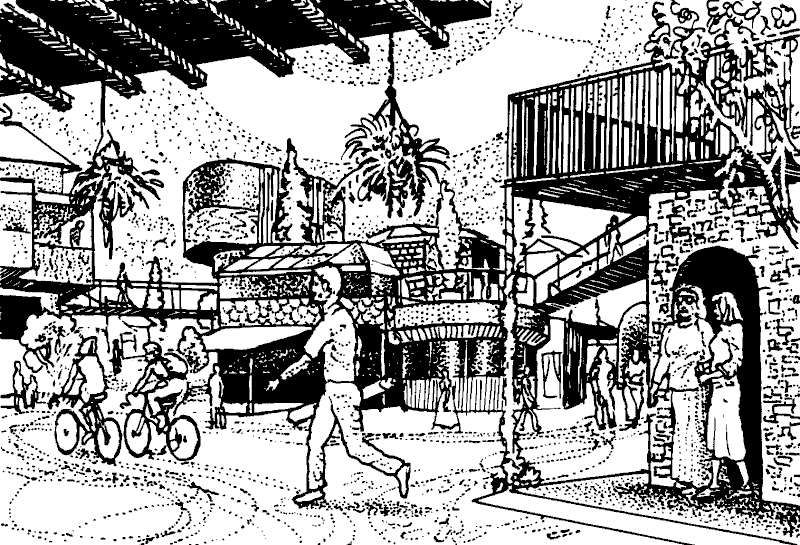
Pueblo en Isla Uno.

La Isla Uno, una vez alcance los niveles deseados de producción y habitabilidad, podría destinar parte de su capacidad a construir naves espaciales con fines científicos y así explorar, por ejemplo, asteroides con potencial minero usando la Isla como base de partida y retorno en vez de la Tierra. Dichas naves podrían tener una dotación de cincuenta hombres y una autonomía de varios meses, contando además con la posibilidad de explotar los recursos de sus destinos con el objetivo de hacer rentables dichos viajes y fabricar el combustible de la siguiente etapa. Con el tiempo, estas naves de exploración podrían ser más grandes, dando cabida a una dotación mayor al incluir las familias de la tripulación más otros servicios como centros de investigación avanzados e incluso centros de estudio y pequeñas ciudades, como si de una Isla Uno a escala se tratase. De esta manera no sería tan agotador para las tripulaciones desarrollar misiones que durasen varios años en lugares más periféricos del Sistema Solar. En la Isla Uno además se podría instalar grandes antenas de investigación radioastronómica, destinadas a la búsqueda de posibles civilizaciones extraterrestres.

## La Isla Dos
Si los planes previstos por O'Neill se fueran cumpliendo, el éxito de la Isla Uno atraería a nuevos pobladores e inversores al proyecto, lo que requeriría el inicio de la siguiente etapa, la llamada Isla Dos. La isla deberá ser lo suficientemente grande como para tener espacio suficiente para el polo industrial y lo suficientemente bien comunicada como para permitir un transporte sencillo sin demasiada burocracia ni organización. El tamaño óptimo, según el autor, podría ser de unos 1.800 metros de diámetro, con una circunferencia ecuatorial de seis kilómetros. La población estimada, de unas 180.000 personas, estaría dividida en una serie de pueblos con bosques intermedios de separación. La industria pesada se situaría en el exterior, a varios cientos de metros de distancia, en gravedad cero. El coste total de fabricación no debería ser superior al de Isla Uno, pues para cuando se comience su construcción, ya se podrá contar con la minería lunar y su impulsor de masas y la mano de obra y capacidad de producción de Isla Uno.
A diferencia de Isla Uno, Isla Dos podrá contar con algo más que un río en su eje. Hablamos de, por ejemplo, un lago con playas en sus orillas e incluso simuladores de olas donde practicar deportes como el surf. La oferta de actividades culturales puede ser tan rica y variada como en Isla Uno.

## Otra carta desde el espacio
20 de enero: Isla Uno es pequeña, desde luego, de unos quinientos metros tan sólo de diámetro. Se rige por el tiempo de Cañaveral, en tanto que otras dos comunidades próximas han sido incluidas en otras dos zonas horarias. Muchos de los pasajeros desembarcaron en las otras para no tener que alterar su turno de trabajo. (...) A Jenny y a mí nos dieron uno de los apartamentos más pequeños: dos grandes habitaciones, cocina y baño, y un agradable jardín.
Fragmento de carta escrita por dos personajes de ficción, Jenny y Edward, habitantes en Isla Uno.

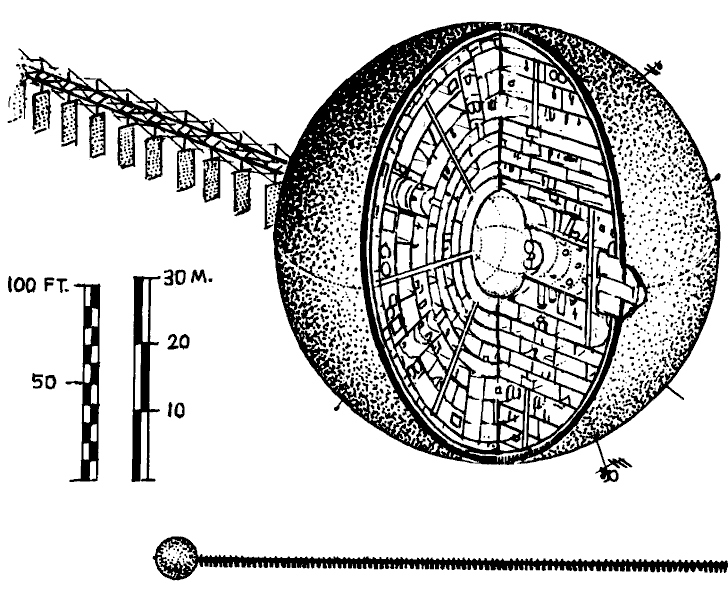
R.H Goddam. Corte de la nave y sus diferentes cubiertas. La rotación permitiría simular gravedad terrestre en los niveles inferiores.

En un plazo de tiempo posible, de doce a quince años después de la finalización de la Isla Uno, cabe la posibilidad de que la población espacial pudiese estar entre los 500.000 y pasar a un millón de habitantes poco tiempo después. Para entonces las plataformas de lanzamiento desde la Tierra podrían poner en órbita a unas 700 personas al día.
El abaratamiento de los costes de lanzamiento mediante vehículos reutilizables. O'Neill, sin embargo, afirma que dicho plan tendrá, al menos, dos inconvenientes:
- Será muy difícil diseñar vehículos completamente reutilizables.
- Desarrollar dicha tecnología sería muy costoso (de 40.000 a 60.000 millones de $ de los años 70).

Los habitantes de la Isla despegarían desde la Tierra en unos viajes ya rutinarios. Saldrían unos 150 pasajeros cada vez en un trayecto de veinte minutos hasta la puesta en órbita. Tras tres semanas de adaptación, los pasajeros serían embarcados en los conocidos como "cruceros de comunicación". Dichas naves, propuestas por O'Neill, llamadas Goddard y Tsiolkowsky, de una masa aproximada de 3.000 toneladas en vacío, impulsadas por energía solar, tardarían una semana en completar el trayecto hasta las colonias orbitales.

## La colonización de los asteroides

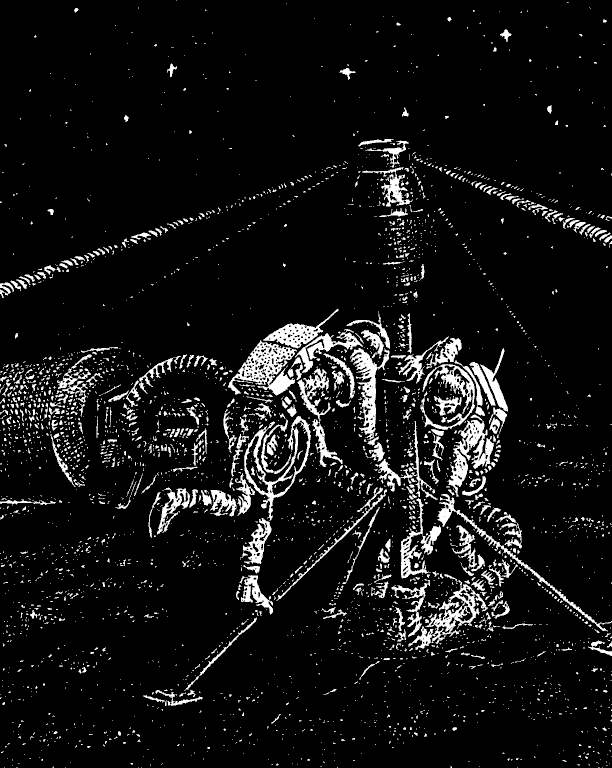
Minería en uno de los asteroides.

O'Neill reconoce que las primeras colonias se abastecerán fundamentalmente de materias primas procedentes de la Tierra. Acudir a los asteroides para obtener materias primas será interesante a medida que las colonias vayan creciendo de tamaño y, por lo tanto, su demanda de productos. El acceso a dicha fuente de materias deberá disponer de una de las colonias orbitales en L5 puesto que partir desde aquí es menos costoso en términos de energía que desde la superficie de la Tierra. La propuesta serían remolcadores al principio y al final de cada viaje, dejando la carga libre el resto del trayecto sin asistencia ni tripulantes. También podría ser usada otra versión del impulsor de masas de varios kilómetros de longitud. Para los trayectos que requiriesen de asistencia, se contaría en los remolcadores con compartimentos habitacionales para seis u ocho personas, suficientes para tres turnos de trabajo. Tendría también una planta pequeña de procesamiento químico y una masa de algunos millares de toneladas. La materia prima estimada en los asteroides es inmensa: incluso en los más pequeños se podría extraer masas de más de un millón de toneladas. El equipo de trabajo en la zona de los asteroides podría ser enviado desde L5 o bien fabricados en la misma zona de trabajo. Para una colonia del tamaño de Isla Dos, con una población de más de cien mil personas, sería necesario tan solo un fragmento de asteroide de varias manzanas. Los motores usados en las naves de exploración minera y de otra índole podrían usar los motores iónicos. 
La colonización espacial presenta ventajas añadidas a la Tierra: permitiría a las colonias decidir el emplazamiento idóneo para desarrollar sus actividades, acercando o alejando la colonia de otras colonias que considere interesantes o no interesantes a semejanza de la propia colonización americana por parte de los europeos en siglos pasados. O'Neill prefiere no posicionarse sugiriendo un tipo de gobierno concreto para las colonias ya que considera que cada una de ellas deberá experimentar y buscar fórmulas en función de sus propios intereses.

## Perspectivas humanas en el espacio
Cuando calculamos cuánto tiempo puede existir una comunidad espacial, en condiciones energéticas terranormales, a base de combustible antimaterial almacenado, hallamos que la cifra asciende a varios ¡miles de millones de años! suficiente tiempo, en verdad, para un viaje interestelar. p 324;
O'Neill

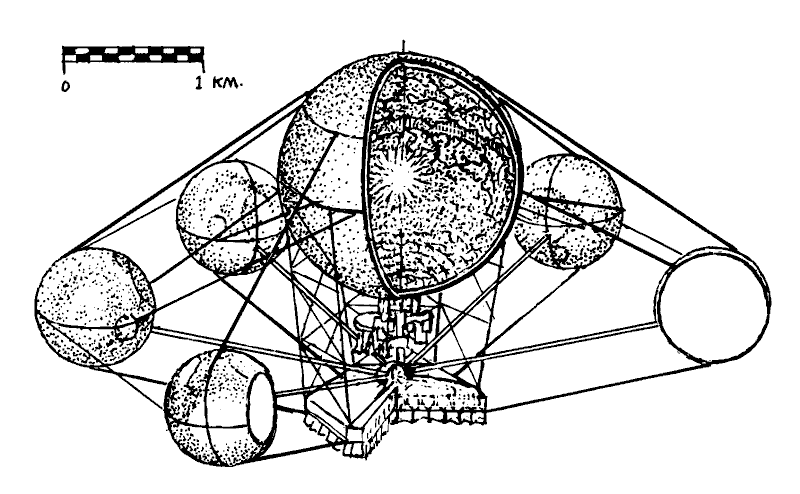
Nave de exploración interestelar, del tamaño de Isla Uno, de propulsión iónica. La energía provendría de una reacción de materia y antimateria.

La durabilidad de las colonias humanas en el Espacio está ligada a la capacidad de éstas de ofrecer algún tipo de bien o servicios a la Tierra como por ejemplo energía barata y limpia. Las colonias también podrán ser emplazamientos interesantes como estaciones científicas donde emplazar laboratorios, telescopios o bases de lanzamiento para naves o sondas de exploración. Inicialmente, y necesitada de población y talento, las colonias podrán ofrecer a los primeros pobladores pasajes libres, un capital inicial y viviendas gratuitas. Como ya se dijo, las necesidades para generar riqueza son: energía, materiales e inteligencia. En L5 las materias primas serán inagotables durante varios siglos, la energía gracias al Sol, mucho más duradera y la tercera dependerá de la propia capacidad colonial. Otro aspecto interesante de las colonias es la posibilidad de diseñarlas imitando diferentes ecosistemas de la Tierra y refugiar en ellas pequeñas comunidades de especies terrestres animales amenazadas de extinción. Con los diferentes avances en robótica y automatización, la mayor parte de la estructura orbital, como la coraza exterior, espejos, protecciones, radiadores de calor y otros elementos masivos podrán ser construidos sin una presencia significativa de humanos. Los humanos intervendrían fundamentalmente en el interior de la estructura para cuestiones como paisajismo, arquitectura, introducción de flora y fauna.
Proyección del crecimiento de la población en las colonias espaciales según O'Neill:

### Cita final
Pero, más importante que las consideraciones materiales, creo que hay razón sobrada para esperar que la apertura de una nueva frontera en el firmamento estimulará lo que de mejor existe en cada uno de nosotros, y creo que los nuevos solares en espera de ser edificados en el espacio nos proporcionarán una nueva libertad para elegir nuevos gobiernos, sistemas sociales y modos de vida. p 329;
O'Neill